# Estnische Billie-Jean-King-Cup-Mannschaft
Die estnische Billie-Jean-King-Cup-Mannschaft ist die Tennisnationalmannschaft von Estland, die im Billie Jean King Cup eingesetzt wird. Der Billie Jean King Cup (bis 1995 Federation Cup, 1996 bis 2020 Fed Cup) ist der wichtigste Wettbewerb für Nationalmannschaften im Damentennis, analog dem Davis Cup bei den Herren.

## Geschichte
1992 nahm Estland erstmals am Billie Jean King Cup teil. Der bislang größte Erfolg war das Erreichen der Weltgruppe II im Jahr 2010.

## Teamchefs
- Rene Busch
- Andrei Luzgin, –2013
- Maret Ani, 2014–2015
- Marten Tamla, seit 2016

## Spielerinnen der Mannschaft (unvollständig)
| Spielerinnen      | Einsätze | Einsätze | Einsätze   |
| Spielerinnen      | erster   | letzter  | Bilanz S/N |
| ----------------- | -------- | -------- | ---------- |
| Maret Ani         | 1998     | 2011     | 43:25      |
| Valeria Gorlats   | 2015     | 2017     | 2:8        |
| Erika Hendsel     | 2013     | 2013     | 0:2        |
| Kaia Kanepi       | 2000     | 2015     | 41:15      |
| Maria Lota Kaul   | 2017     | 2017     | 0:2        |
| Anett Kontaveit   | 2011     | 2018     | 19:13      |
| Maileen Nuudi     | 2016     | 2017     | 4:3        |
| Eva Paalma        | 2012     | 2014     | 5:5        |
| Margit Rüütel     | 1999     | 2012     | 20:22      |
| Anett Schutting   | 2007     | 2010     | 3:7        |
| Julia Skripnik    | 2013     | 2013     | 1:4        |
| Tatjana Vorabjova | 2012     | 2014     | 4:7        |